# Ángeles Isabel Díaz Beltrán
Ángeles Isabel Díaz Beltrán, (España, siglo XX) es una astrónoma y astrofísica española, especializada en astrofísica extragaláctica y abundancias químicas. Es la primera mujer que ha liderado una cátedra de astrofísica en España.

## Trayectoria
Díaz Beltrán se licenció en Ciencias Físicas en 1977 y se especializó en Astrofísica en 1978, ambos en la Universidad Complutense de Madrid. Obtuvo el Máster de Astronomía de la Universidad Yale en 1981, donde también trabajó como profesor asistente. Entre 1981 y 1983 fue investigadora del Real Observatorio de Greenwich en Inglaterra. Se doctoró en Astronomía en la Universidad de Sussex del Reino Unido en 1986, con la tesis Chemical abundances in spiral galaxies.
Desde 1988, y luego de obtener la homologación de su doctorado para ejercer en España, como Doctora en Ciencias Físicas, inició su andadura como catedrática de la Universidad Autónoma de Madrid en el departamento de Física Teórica, donde ha ocupado diferentes posiciones académicas. Es miembro del Comité internacional de la Real Sociedad Astronómica de Londres desde 2008, de la Sociedad Astronómica Estadounidense, de la Unión Astronómica Internacional, la Sociedad Española de Astronomía, y también, del European Telescopes Strategy Review Committe.
Díaz Beltrán cuenta con más de 250 artículos y estudios publicados en diferentes revistas de divulgación científica. Ha recibido becas y ayudas para su labor, como el Henri Chretien Award en 1984. Hasta 2019 ha dirigido 19 tesis, este mismo año, también escribió Estrellas y galaxias, un manual universitario especializado en astrofísica.

## Obra
- 2019 - Estrellas y galaxias. Akal. ISBN 9788446044864.[19]

## Reconocimientos
En 2009, con motivo del Año Internacional de la Astronomía, la Universidad Nacional de Educación a Distancia desarrolló el proyecto Ella es una Astrónoma, dentro del cual se creó una serie de vídeos para visibilizar a las mujeres astrónomas españolas, con la colaboración de La 2 y TVE Internacional. Díaz Beltrán aparece en Mujeres en las estrellas III - Astrónomas en la Universidad, junto a María José Fernández Figueroa y Elisa de Castro Díaz, ambas catedráticas del departamento de Astrofísica de la Universidad Complutense de Madrid, y a Rosa María Domínguez Tenreiro, catedrática del departamento de Física Teórica de la Universidad Autónoma de Madrid.